# Torre de Solsona
La Torre de Solsona és una torre de defensa aïllada que constitueix l'avançada de lo Castell de Ciutat, que fou construïda damunt d'un turó entre Castellciutat i la Seu d'Urgell i hi ha estat sempre íntimament lligada, igual com la Ciutadella o la Torre Blanca. El turó domina la totalitat de la Seu d'Urgell i totes tres fortaleses formaven un sistema defensiu de primer ordre, gràcies a la seva excepcional situació: en tres turons separats per uns 500 m cadascun dominant perfectament l'entrada al pla de la Seu per la vall del Segre i per la Valira. Va exercir un paper destacat en la defensa de la ciutat el 1714.

## Història
La construcció de la torre segurament fou deguda a la iniciativa dels vescomtes de Castellbò i no sembla difícil relacionar-la amb els impulsos fortificadors de Ramon o d'Arnau de Castellbò, cosa que situaria la data aproximada de la construcció cap a la segona meitat del segle xii.

### Renovació de la torre Solsona
La renovació de la torre Solsona s'inicia l'any 2014 amb motiu de la ruta 1714 que impulsa el Departament de Cultura de la Generalitat de Catalunya dins dels actes commemoratius del tricentenari de la Guerra de Successió (1714-2014).
Aquesta adequació de l'espai consisteix en la rehabilitació i de senyalització del seu entorn, amb l'objectiu que pugui rebre visites públiques amb seguretat i comoditat. Les actuacions de rehabilitació es fan a la zona d'accés, a l'edifici del polvorí, a l'exterior del mateix polvorí, al mirador de la muralla, a l'exterior de la torre, a l'edifici del dipòsit, a l'edifici de la torre i a la mateixa muralla.
Les obres, amb un cost total de 87.312,33 euros finançades per fons europeus i per una subvenció de l'Institut d'Estudis Ilerdencs de la Diputació de Lleida, excepte la senyalització que recau en el Departament de Cultura de la Generalitat, van ésser adjudicades a Construccions Orgèl·lia, SL.

## Arquitectura
La torre, a uns 500 metres del castell, s'edificà en posició avançada. És més ampla que alta, de forma rectangular i amb volta interior. El conjunt està format per la torre quadrangular, un dipòsit, un edifici annexat a la torre, un altre annexat a la muralla i una gran sala amb volta de canó. Tot el conjunt està envoltat per un llenç de muralla en diferents estats de conservació. La major part sembla obra d'inici del segle xvii, com si s'hagués bastit una petita fortificació sobre les restes de la primitiva torre, paral·lelament a la reconstrucció del castell de Castellciutat. També la utilització del reducte fins a la darrera guerra carlina de segur que ha deformat considerablement l'aspecte originari del conjunt.
De l'edificació més antiga resten unes filades de còdols que no fan més d'un metre d'alçada a la part més alta i que suporten les parets de la torre. La muralla és també del xvii, si bé probablement en fou feta sobre una d'anterior i ha estat enderrocada en diversos indrets. L'espai està arranjat per l'Escola Taller de la Seu d'Urgell i la presideix una estelada que es renova cada cop que es fa malbé.
Plenament vinculades amb el castell, trobem properes les torres de Solsona, el fortí de la Paella i la Ciutadella, caserna militar bastida a principis del segle xviii damunt la Torre Blanca en forma de dos migs baluards amb llurs costats flanquejats per una torre hexagonal.

## El cercle de torres de defensa de la Seu d'Urgell

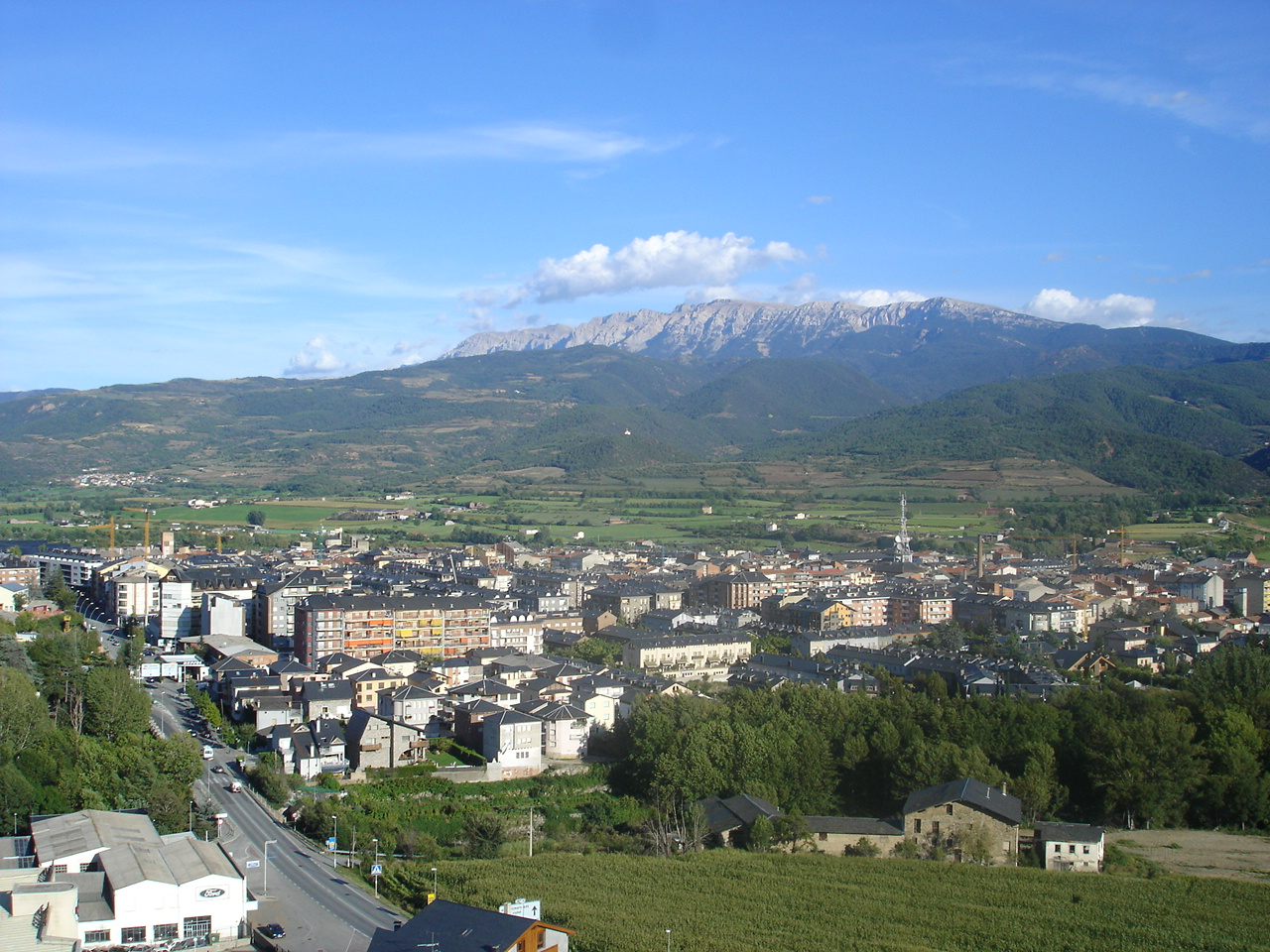
Vista de la Seu d'Urgell des de la Torre de Solsona
(2006)

El conjunt o cercle de torres de defensa de la Seu d'Urgell és una mica confús. Hi ha constància de l'existència d'una altra torre, anomenada de la Palanca, la qual, pel seu nom, podria estar ubicada prop del riu Segre. En tot cas, avui no n'hi ha una sola resta.

## La Torre Blanca
De totes les torres de defensa de la Seu d'Urgell la més ben conservada és, sens dubte, l'anomenada Torre Blanca. A banda del seu paper defensiu, sent la més propera a la ciutadella militar (és més, estava dins del recinte militar), ha desenvolupat altres papers, a banda de l'estrictament militar.
Un cop obsoleta la funció de defensa militar, va passar a ser la cantina dels soldats del Regimiento de Cazadores de Montaña Arapiles núm. 62. Anys més tard esdevingué la capella del mateix regiment.
De manera anecdòtica, cal dir que l'actual capella (la Torre Blanca) segueix exercint la funció de capella; ara, però, com a capella de l'Escola Joviat dels Pirineus. Aquesta escola, amb seu a Manresa, va rehabilitar les antigues instal·lacions militars, alhora que va reconvertir-les en una escola de molt de prestigi dins del món de l'hoteleria.
Ja per acabar, cal dir que, en el decurs de l'etapa militar, un parell de soldats artistes van decorar la columna central de la capella de la Torre Blanca amb cinc frescos de caràcter romànic que són dignes de veure. Si hi aneu, sereu ben rebuts i us en donaran tota mena d'explicacions de bon grat.